# Comusia thailandica
Comusia thailandica là một loài bọ cánh cứng trong họ Cerambycidae.